# Gary Kemp
Gary James Kemp (16 d'octubre de 1959) és un cantant, compositor, músic i actor britànic, conegut per ser el guitarrista capdavanter, vocalista i compositor de la banda new wave, Spandau Ballet.
Kemp ha escrit els èxits, «True», «Gold» i «Only When You Leave». El seu germà Martin Kemp toca el baix a la banda.

## Biografia
Kemp va néixer el 16 d'octubre de 1959 com a fill d'Eileen i Frank Kemp al St Bartholomew's Hospital, Smithfield, Londres, i va créixer a Islington, dins d'una família obrera. Va assistir al Rotherfield Junior School i al Dame Alice Owen's a Potters Bar. Va ser actiu al club de teatre l'Anna Scher Children's Theatre, al costat del seu germà Martin. Va començar a aparèixer en televisió i pel·lícules el 1968, incloent un paper en la pel·lícula de 1972, Hide and Seek, al costat de Roy Dotrice.
Kemp eventualment va decidir centrar-se en la música, i a finals dels 70s, va formar una banda anomenada The Cut amb amics de l'escola. La banda es va convertir en The Makers i The Gentry, i eventualment va ser reanomenada amb com a Spandau Ballet.

## Spandau Ballet
Després de gravar l'últim àlbum de Spandau Ballet, Heart Like a Sky, Kemp i el seu germà van tornar a l'actuació. Va ser criticat pels seus companys de banda, Tony Hadley, Steve Norman i John Keeble, però va rebre crítiques positives pel seu paper de Ronnie Kray en The Krays (1990). L'èxit de la pel·lícula va ser una sentència de mort per Spandau Ballet.
El 1999, Hadley, Norman i Keeble intento demandar a Kemp per suposades regalies no pagades. Van declarar que va haver-hi un acord entre ell i la resta de la banda, en el qual Kemp, qui era el compositor principal de la banda, li pagaria als seus companys de banda parteix de les regalies guanyades. Aquestes declaracions van ser negades per Kemp; Hadley, Norman i Keeble van perdre el subsecuente judici. Encara que van estar apuestos a repel·lir la decisió del jutge, van decidir no fer-ho.
Kemp va fer un intent de reformar Spandau Ballet en 2004. A principis de 2009, els diaris es van fer ressò que Spandau Ballet s'anava a reformar més tard aquell any. Els rumors van ser confirmats per la banda en una roda de premsa que es va dur a terme en el HMS Belfast a Londres el 25 de març de 2009. En 2012, la composició de Kemp per Spandau Ballet va ser reconeguda amb un Premi Ivor Novello per una col·lecció extraordinària de cançons.

## Carrera posterior
Kemp va llançar un àlbum com a solista titulat Little Bruises en 1995, seguit d'una gira a Regne Unit i Irlanda. Ha escrit cançons amb altres compositors, encara que molt poca shan estat gravades i llançades. Dos de les seves cançons han aparegut en l'àlbum debut de Jacob Young en 2001. Des de 1995, Kemp s'ha centrat en l'actuació, interpretant a Serge en West End amb l'obra Art en 2001, paper cinematogràfics en Dog Eat Dog, Poppies i American Daylight, i papers en televisió com Murder in Mind, Murder Investigation Team i Casualty.
Kemp va escriure música amb Guy Pratt per a la producció musical Bedbug, amb la qual van actuar en diversos teatres i en el Shell Connections Youth Drama Festival en 2004, i ha escrit un musical, també amb Pratt, titulat A Terrible Beauty, basat en la vida de W. B. Yeats i Maud Gonne.
El gener de 2008, Kemp va aparèixer en un especial de celebritats anomenada Who Wants to Be a Millionaire? al costat del seu germà Martin, per reunir fons per the Encephalitis Society. El març de 2008, Kemp va protagonitzar un curtmetratge dirigit pel seu germà Martin, titulat Karma Magnet. Tan sols va ser llançat a la Internet.
El 28 de març de 2011, Kemp li va donar suport a la caritat British Music Experience, mantenint una sessió "conversa profunda" amb una audiència de vuitanta persones. Durant l'entrevista de noranta minuts, va tocar diverses cançons en acústic, incloent els èxits "True" i "Gold". També va respondre preguntes per part de l'audiència, revelant que dues cançons que li hagués agradat haver escrit són "Shipbuilding" i "Alison" d'Elvis Costello.
Des de 2012, Kemp ha estat cap del comitè del 400° Aniversari de la seva antiga escola, Dame Alice Owen's.
Kemp també toca com a part de Nick Mason's Saucerful of Secrets, tocant material de Pink Floyd junt amb Lee Harris, Guy Pratt i Dom Beken.

## Vida personal
Kemp va estar casat amb l'actriu Sadie Frost. Es van casar quan ella tenia 22 anys, el 7 de maig de 1988. El seu fill, Finlay, va néixer el 1990. Frost i Kemp van estar casats cinc anys i després es van separar, finalment divorciant-se el 19 d'agost de 1995. El 2003, Kemp es va casar amb la dissenyadora Lauren Barber, amb la qual té tres fills: Milo Wolf (2004), Kit (2009), i Rex (2012).
Kemp és ateu, i recolza al Partit Laborista. Kemp també és col·leccionista de tota la vida dels mobles dissenyats per Edward William Godwin.

## Filmografia
- Hide and Seek (1972)
- The Krays (1990)
- El guardaespatlles (1992)
- Paper Marriage (1992)
- The Larry Sanders Xou (1993)
- Killing Zoe (1994)
- Magic Hunter (1994)
- Dog Eat Dog (2001)
- American Daylight (2004)
- Poppies (2006)
- A Voice From Afar (2006)
- Lewis (2012)
- Assassin (2015)
- Molly Moon and the Incredible Book of Hypnotism (2015)

## Literatura
Kemp ha editat una autobiografia:
- Kemp, Gary. I Know This Much: From Soho to Spandau.  Londres: Fourth Estate, 2009. ISBN 0-00-732330-1.